# Söderhamns-Kuriren

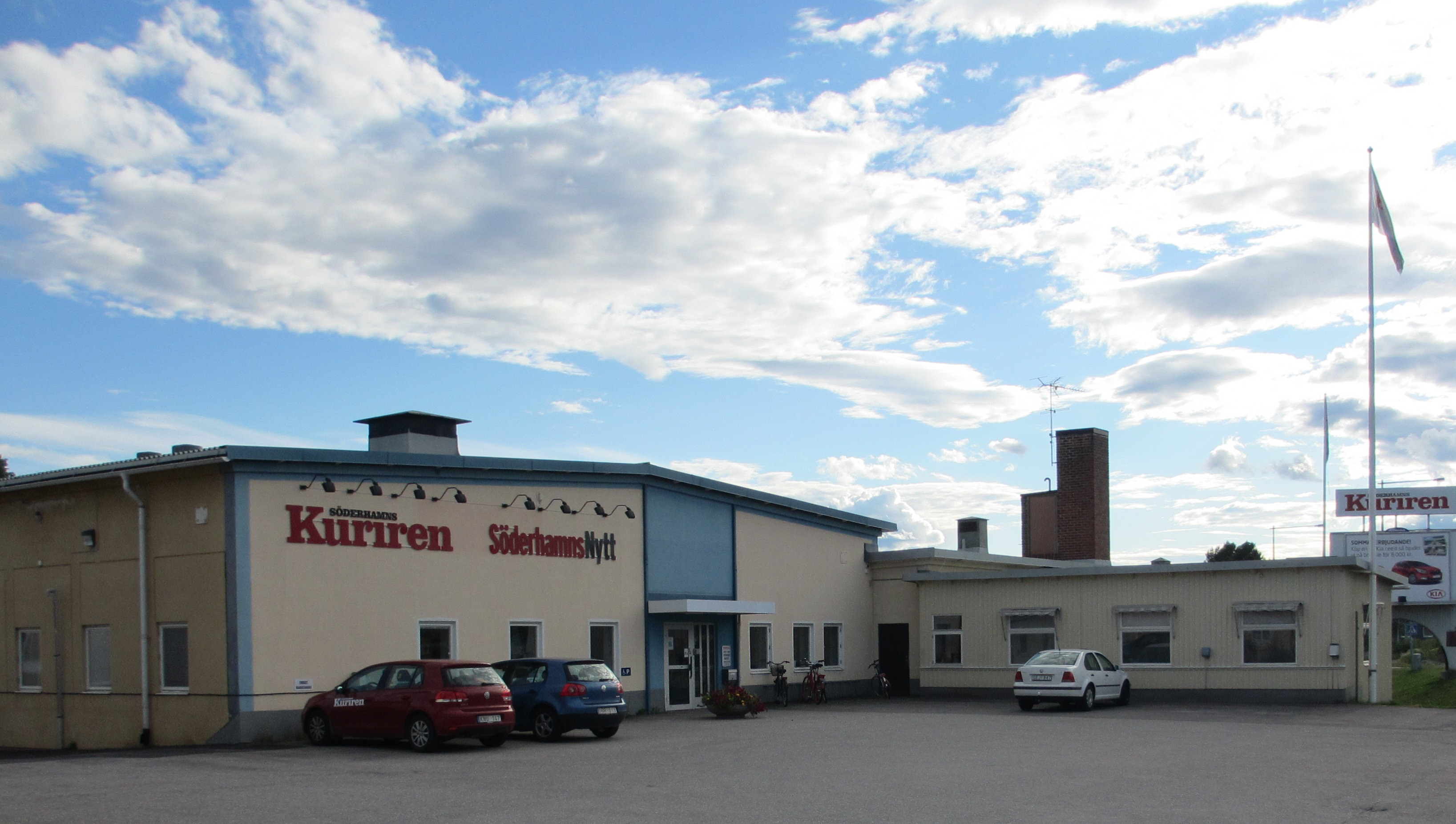
Tidningens nuvarande byggnad.

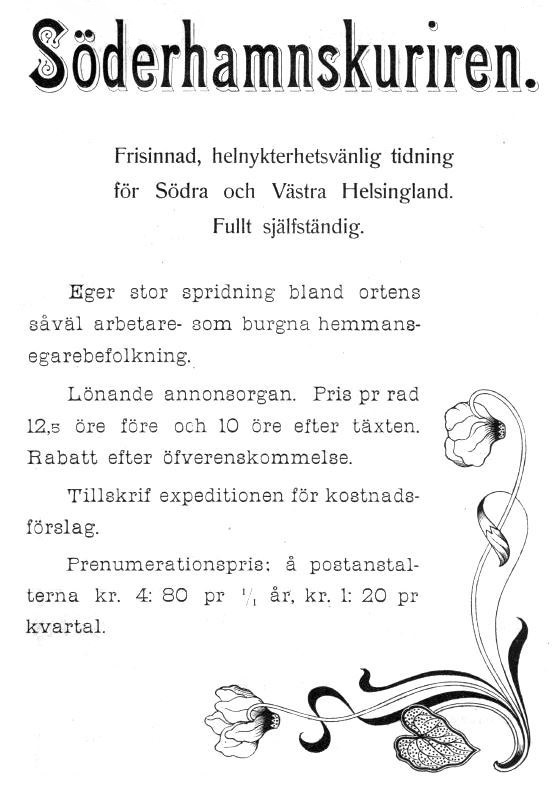
Reklam från 1902, då tidningen betecknade sig som "frisinnad och helnykterhetsvänlig".

Söderhamns-Kuriren är en oberoende socialdemokratisk tredagarstidning i Söderhamn. 2011 hade den en upplaga om 7 500 exemplar och räckvidd på 20 000 läsare per dag. Tidningsformatet är tabloid.

## Historia
Tidningen grundades 1895 av Alexis Björkman, blev socialdemokratisk 1934 och sammanslogs 1967 med Hälsingekuriren till Söderhamns-Hälsingekuriren. Hälsingekuriren var sedan 1949 en edition av Söderhamns-Kuriren, vilken var en fortsättning på Hälsinglands Folkblad. Den sistnämnda var ursprungligen en edition av Arbetarbladet i Gävle, men blev 1935 en edition till Söderhamnskuriren. År 1981 förkortades tidningens namn till Hälsingekuriren.
Tidningen köptes 1992 av Bo Präntare, som var chefredaktör 1996–1997 och sedan sålde tidningen till familjen Svender, utgivare av Ljusdals-Posten. År 1999 köpte Präntare tillbaka Helsingen, en endagstidning, vilken tillkom 1992 under namnet Hälsingekuriren fredag och erhöll nuvarande namn 1994.
År 1999 slog familjen Svender ihop Hälsingekuriren och Ljusdals-Posten med den av Centertidningar ägda Hudiksvalls Tidning för att bilda bolaget Hälsingetidningar. Hälsingekurirens dåvarande chefredaktör Mats Åmvall blev chefredaktör för alla tre tidningarna. Hälsingetidningar övertogs av Mittmedia år 2005 och därefter även tidningen Ljusnan i gruppen.
Den 1 mars 2007 ändrades tidningens namn åter till Söderhamns-Kuriren.
Efter att Mittmedia tagits över av Bonnier gjordes flera förändringar av organisationen för att göra tidningarna mer lokala, vilket innebar att Söderhamns-Kuriren åter fick en egen chefredaktör.

## Redaktörer
- 1895–1903 – Alexis Björkman
- 1903–1906 – Karl Neuman
- 1906–1908 – Janrik Bromé
- 1909–1913 – Wiktor Lindström
- 1913–1915 – Oskar Sandberg
- 1915–1918 – Johan Adam Wallin
- 1918–1947 – August Efraim Palm
- 1947–1958 – Ragnar Furbo
- 1958–1978 – Einar Stråhle
- 1978–1983 – Sören Thunell
- 1983–1985 – Martin Lindblom
- 1985–1995 – Sören Thunell
- 1996–1997 – Bo Präntare
- 1997–2011 – Mats Åmvall
- 2011–2012 – Daniel Bertils
- 2012–2015 – Gunilla Kindstrand
- 2015–2017 – Thomas Sundgren
- 2017–2020 – Anders Ingvarsson
- 2020– – Mathilda Svensson